# Сугробов, Сергей Николаевич
Сергей Николаевич Сугробов (род. 15 февраля 1983 года, Москва, СССР) — российский регбист, полузащитник (флай-хав, 10 номер). Большую часть карьеры провел в московском клубе «Слава». Провел 20 матчей за сборную России.

## Биография

### Ранние годы
Сергей Сугробов родился в Москве 15 февраля 1983 года. Является воспитанником столичного регби. Начал заниматься регби в ДЮСШ Южное Тушино, затем перешёл в спортивную школу клуба «Слава». В 2003 году в составе сборной России U20 становился победителем юношеского первенства Европы.  

### Клубная карьера
С 2002 года играл за клуб Слава.  В 2007 году был одним из тех, кто привел «Славу» к бронзовым медалям Чемпионата России, а в 2008 в составе «Славы» завоевал серебряные медали, что является его высшим достижением в клубном регби. После завершения сезона 2014 объявил о завершении карьеры, но затем перешёл в таганрогский клуб Булава.
По окончании сезона 2015 вошёл в тренерский совет любительского клуба «Форум», выступающего в Чемпионате Москвы.
В 2016 году перешёл в «Кубань» (Краснодар). В 2017 году набрал 179 очков, став лучшим бомбардиром чемпионата.
В 2018 году заключил краткосрочный контракт с Красным Яром для участия в играх Европейского Континентального Щита, квалификационного турнира к Европейскому кубку вызова.
В 2019 году стал самым результативным игроком Премьер-Лиги со 130 очками. В январе 2020 года завершил карьеру.

### Национальная сборная
В составе сборной России Сугробов дебютировал 26 февраля 2005 года в игре против Румынии. Всего же он провел в регбийке российской национальной сборной 21 матч и набрал при этом 44 очка (3 попытки, 7 реализаций и 5 штрафных).